# مياكي جيما
مياكي جيما (باليابانية: 三宅島) هي جزيرة من جزر إيزو، تقع جنوب شرق هونشو في اليابان. تابعة إداريا إلى مدينة طوكيو و تبعد عن مدينة طوكيو حوالي 180 كيلومتر (110 ميل)، تبلغ مساحتها 55.50 كلم مربع، عدد سكان الجزيرة 2884 حسب إحصائيات 2006، تعتبر جزيرة مياكي جيما جزء من الحديقة الوطنية إيزو فوجي هاكوني.

## وصلات خارجية
- الموقع الرسمي